# 로마미주

로마미 주의 위치

로마미주(프랑스어: Lomami)는 콩고 민주 공화국 남부에 위치한 주로 주도는 카빈다이며 면적은 56,426km2, 인구는 2,048,839명(2005년 기준), 인구 밀도는 36명/km2이다.
2006년에 개정되어 2015년에 시행된 콩고 민주 공화국 헌법에 따라 카사이오리앙탈 주에서 분리되어 신설되었다. 북동쪽으로는 마니에마 주, 동쪽으로는 탕가니카 주, 남쪽으로는 오트로마미 주, 남서쪽으로는 루알라바 주, 서쪽으로는 카사이상트랄 주, 카사이오리앙탈 주, 북서쪽으로는 상쿠루 주와 접한다.